# 체인징 더 게임
《체인징 더 게임》(Changing the Game)은 미국에서 제작된 렐 도우델 감독의 2012년 액션 영화로서, 토니 토드, 스틱키 핑가즈, 일마 P. 홀 등이 주연으로 출연하였다. 이 영화는 뉴욕, 필라델피아, 시카고, DC, 애틀랜타에서 AMC 시어터스에 의해 극장 개봉되었으며 저명한 웹사이트 FilmFresh.com에 의해 2012년의 톱 3 아프리카계 미국 영화 중 하나로 인용되었다. 이 영화는 최근 2014년 5월 15일 케이블 채널 BET에서 "이 주 의 영화" 부문으로 초연되었다.

## 출연

### 주연
- 토니 토드
- 스틱키 핑가즈
- 일마 P. 홀

### 조연
- 션 릭스
- 브라이언 안소니 윌슨
- 니코예 뱅스